# Sanã-zebrada
Sanã-zebrada ou franga-d'água-zebra (Laterallus fasciatus ou Anurolimnas fasciatus) é uma espécie de ave da família Rallidae.
Pode ser encontrada nos seguintes países: Brasil, Colômbia, Equador e Peru.
Os seus habitats naturais são: florestas subtropicais ou tropicais húmidas de baixa altitude, matagal húmido tropical ou subtropical e florestas secundárias altamente degradadas.